# مطحنة الرهبان
مطحنة الرهبان إحدى القرى اللبنانية من قرى قضاء جزين في محافظة الجنوب.